# Neuroborreliose
Neuroborreliose (Neuro-Borreliose) ist eine Manifestationsform der Lyme-Borreliose, einer Infektionserkrankung, die durch das Bakterium Borrelia burgdorferi hervorgerufen wird. Dieser Erreger wird in Europa überwiegend durch den Gemeinen Holzbock (Ixodes ricinus) übertragen, sehr selten auch durch fliegende Insekten (Pferdebremsen, Stechmücken).
Die Borreliose ist eine systemische Erkrankung, die verschiedene Organsysteme betreffen kann, unter anderem befällt sie auch das zentrale und periphere Nervensystem. Eine Neuroborreliose ist mit etwa 50 % nach dem Erythema migrans die häufigste Krankheitsmanifestation einer Borrelieninfektion in Europa und auch in Deutschland.

## Verlauf
Im Anfangsstadium (frühes lokalisiertes Stadium) der Borreliose-Erkrankung tritt zwischen dem 3. und dem 30. Tag nach einem Zeckenstich bei etwa der Hälfte der Patienten eine ringförmige Rötung (Erythema chronicum migrans), häufig am Ort des Zeckenstiches auf. Atypische Formen wie ein Lymphozytom sind möglich, weitere Symptome einer Infektion können grippeähnliche Beschwerden wie Kopfschmerzen, Erschöpfungsgefühl und erhöhte Temperatur sein. Wenn das Erythema migrans nicht zeitnah oder nicht lange und hoch genug dosiert mit Antibiotika behandelt wird, besteht die Gefahr, dass sich die Erreger ausbreiten (disseminiertes oder generalisiertes Stadium). Das Auftreten von grippeähnlichen Symptomen, insbesondere von Fieber, Abgeschlagenheit, Muskelschmerzen (Myalgien), jedoch ohne Husten und Schnupfen, weist auf einen Übergang in das disseminierte Stadium hin.
Da der Zeckenstich in der Regel schmerzlos ist, sich bei etwa 50 Prozent der Betroffenen kein Erythema migrans entwickelt und dieses häufig bei Auftreten an schwer einsehbaren Körperregionen übersehen wird, kann die Krankheit weiter voranschreiten und alle Organe, aber insbesondere das zentrale und periphere Nervensystem, die Muskeln und Gelenke sowie das Herz befallen. Häufig entwickelt sich die Neuroborreliose bereits im frühen disseminierten Stadium. Sie kann auch zeitgleich mit einem Erythema migrans auftreten. Aufgrund möglicher längerer Inkubations- und Latenzzeiten kann sich die Krankheitsmanifestation auch erst Monate oder in Einzelfällen Jahre nach einer erfolgten Infektion entwickeln.

## Krankheitszeichen
Im frühen disseminierten Stadium tritt häufig eine Meningitis und Meningoradikulitis (Garin-Boujadoux-)Bannwarth auf. Typisch sind vor allem nachts heftige Schmerzen im Versorgungsgebiet einzelner Nerven oder Nervenwurzeln, oft mit begleitenden Lähmungen. Es kann zu Hirnnervenausfällen kommen, geradezu exemplarisch ist die oft auch beidseitige Periphere Fazialisparese. Ein isolierter Befall des peripheren Nervensystems im Sinne einer Entzündung von Nerven (Neuritis) ist möglich.
In den europäischen und deutschen Empfehlungen zur Lyme-Borreliose werden folgende späte Formen der Neuroborreliose genannt:
- Neurologische, neuropsychiatrische Erkrankungen
- Radikulitis spinaler Nerven und Hirnnerven,
- Neuritis peripherer Nerven,
- Meningitis,
- Myelitis,
- zerebrale Vaskulitis,
- Myositis, dermatomyositisartige Verläufe,
- Enzephalitis, Enzephalopathie.

Bei folgenden Krankheitszeichen sollte auch an eine Neuroborreliose gedacht werden:
- Starke Nervenschmerzen, die nicht auf Schmerzmittel oder die üblichen entzündungshemmenden Schmerzmittel (NSAR) ansprechen,
- Lähmungen, insbesondere an den Beinen und im Gesicht
- Taubheitsgefühle im Gesicht und/oder an den Extremitäten
- Hitze und Kältegefühl bzw. Schüttelfrost
- Starke anhaltende kappenförmige Kopfschmerzen
- Schwindelgefühle und Gleichgewichtsstörungen
- Sehstörungen (z. B. Sehnerventzündung)
- Gehstörungen (staksiger Gang)
- kognitive Beeinträchtigungen, z. B. Konzentration, Merkfähigkeit, Wortfindungsstörungen
- Anhaltende und schwere Abgeschlagenheit und Müdigkeit
- Wesensveränderungen

Die frühe akute Neuroborreliose geht meist mit sehr schweren Krankheitszeichen einher. Der spätere Verlauf kann schleichend sein.

## Diagnostik
Die Diagnosestellung einer Neuroborreliose ist häufig schwierig. Sie kann in 10 % aller Fälle aufgrund einer Nervenwasseruntersuchung gesichert werden. Folgende diagnostische Kriterien werden in der Fachliteratur zur Diagnose der Neuroborreliose angegeben:
- Ein entsprechendes Krankheitsbild;
- das Vorliegen von intrathekal produzierten Antikörpern (Liquor-/Serum-Index, IgG und IgM > 2,0 (bzw. 1,5), um sicherzugehen, dass die Antikörper nicht passiv aus dem Serum übertragen worden sind, sondern eine Antikörperproduktion im Liquor stattgefunden hat;
- eine Vermehrung bestimmter weißer Blutkörperchen im Liquor (lymphozytäre Pleozytose);
- als mögliche zusätzliche Kriterien die Feststellung des Albuminquotienten zum Nachweis einer Blut-Liquor-Schrankenstörung und von spezifischen oligoklonalen Banden.

Je nachdem welche Kriterien erfüllt sind, wird die Neuroborreliose als gesichert, wahrscheinlich oder möglich bezeichnet. Die Wertung der diagnostischen Kriterien ist jedoch strittig. So können insbesondere bei einem Befall des peripheren Nervensystems die Entzündungszeichen im Liquor fehlen. In der Frühphase einer Neuroborreliose mit einer Beteiligung des Zentralen Nervensystems sind häufig noch keine Antikörper und damit auch keine intrathekalen Antikörper im Liquor zu finden.

## Therapie
Es werden Penicilline, Cephalosporine (Ceftriaxon, Cefotaxim) oder Doxycyclin eingesetzt.  In der Regel wird drei bis vier Wochen antibiotisch behandelt.
Die optimale Therapie der Neuroborreliose ist jedoch strittig. In einer aktuellen amerikanischen Studie wurde untersucht, ob die Lyme-Enzephalopathie auf eine erneute und länger verabreichte Behandlung mit Ceftriaxon anspricht. Es wurden lediglich kurzzeitige Besserungen festgestellt. Der medizinische Dissens betrifft die Art des Antibiotikums, die Dauer der Behandlung, die Dosierung des jeweiligen Antibiotikums, Nebenwirkungen und mögliche Wiederholungen bei Therapieversagen.